# Grato de Aosta
Grato (en francés: Grat d'Aoste, en italiano: Grato di Aosta; siglo V - Aosta, 7 de septiembre de 470) fue el segundo obispo de Aosta.

## Hagiografía
Según la tradición, Grato fue un presbítero que colaboró con Eustasio, el primer obispo de Aosta. Su participación en el segundo sínodo de Milán celebrado en el 451 es segura, y firmó las actas en nombre del obispo Eustasio, que no pudo asistir, quizás por su avanzada edad. Participó en el traslado a Agauno de las reliquias de San Inocente de Tebas. Se conserva la lápida que indica el día de su deposición (no de su muerte) el 7 de septiembre en un año no especificado.
Sucedió a Eustasio en la dirección de la diócesis.
Un cuento legendario compilado en el siglo XIII le atribuye la "inventio" (es decir, el descubrimiento, después de una larga búsqueda) en Palestina de la cabeza de Juan el Bautista, arrojada a un pozo después de que Salomé, instigada por su madre Herodías, lo decapitara. En la pintura sobre el altar del citado santuario de Boves, se puede ver a Grato presentando a María un paño con la cabeza del Bautista representada.

## Veneración
Fue elegido patrón de la ciudad de Aosta y de la respectiva diócesis.
Sus reliquias se guardan en la Catedral de Aosta en un estuche relicario, una joya del arte gótico iniciado por Guglielmo di Locana y completado por el orfebre flamenco Jean de Malines. Se llevan en procesión por las calles del centro histórico el día de su fiesta. En esta ocasión, el honor de escoltar el relicario corresponde a los jóvenes de la parroquia de Fontainemore ataviados con el traje típico y armados con un sable, pues en la Edad Media las reliquias, robadas, fueron recuperadas y devueltas a Aosta desde Saboya por un grupo de albañiles de aquella  parroquia al otro lado de la colina sobre el actual lago de Saint-Grat, en el alto Valgrisenche.
La Iglesia Católica lo recuerda el 7 de septiembre. En este día se le celebra solemnemente como patrón de la diócesis, fiesta que también coincide con la civil del Valle de Aosta.
Es un santo taumaturgo muy venerado y popular también en los territorios que rodean el Valle de Aosta como protector de las cosechas de las tormentas, especialmente del granizo. Los delegados especiales de las parroquias piamontesas más afectadas por este flagelo fueron una vez a Aosta con generosas ofrendas y regresaron con velas especialmente bendecidas. Fueron encendidas en caso de necesidad por los fieles en oración, quienes pidieron el levantamiento o la calma de las tormentas por su intercesión. Debe tenerse en cuenta que incluso a la lápida del santo obispo se le atribuían poderes de curación de la lepra. Por eso había sido sacado de Aosta y amurallado en la iglesia parroquial de Saint-Christophe, cerca de la cual había un refugio medieval para los infectados llamado La Maladière, para que los pacientes, tocándolo, pudieran esperar ser curados milagrosamente.
En el municipio de Charvensod, cerca de Péroulaz, se encuentra la ermita de San Grato. En Canischio se encuentra la ermita de San Grato.